# 스프링거 네이처
스프링거 네이처(Springer Nature) 또는 스프링거 네이처 그룹(Springer Nature Group)은 2015년 5월 슈프링어 사이언스+비즈니스 미디어와 홀츠브링크 퍼블리싱 그룹의 네이처 퍼블리싱 그룹(Nature Publishing Group), 팰그레이브 맥밀런 및 맥밀런 에듀케이션의 합병으로 탄생한 독일-영국계 학술 출판사이다.

## 관련 브랜드
- 네이처
- 슈프링어
- 바이오메드 센트럴
- 사이언티픽 아메리칸

## 같이 보기
- 출판